# Alfafara (kommunhuvudort)
Alfafara är en kommunhuvudort i Spanien.   Den ligger i provinsen Provincia de Alicante och regionen Valencia, i den östra delen av landet, 300 km sydost om huvudstaden Madrid. Alfafara ligger 581 meter över havet och antalet invånare är 437.
Terrängen runt Alfafara är huvudsakligen kuperad, men österut är den bergig. Terrängen runt Alfafara sluttar norrut. Runt Alfafara är det ganska tätbefolkat, med 108 invånare per kvadratkilometer. Närmaste större samhälle är Alcoy, 10,3 km sydost om Alfafara. 